# メディアの城壁
メディアの城壁 (Median Wall)は、古代都市バビロンの北方に建造された防御壁である。ティグリス川とユーフラテス川とが接近し、２つの河川の間の幅が狭まった場所を選んで建てられた。城壁は、ネブカドネザル2世の治世後半（紀元前6世紀前半）に建設され、土を盛り、その表面を焼いたレンガと瀝青で覆って築き上げられた。また、城壁は、北方からのメディアの侵略に備えて建設されたものであり、それゆえ、この城壁は「メディアの城壁」と呼ばれる。
古代ギリシアの著述家クセノポンは、その著書「アナバシス」の中でこの城壁について述べており、このため、城壁は紀元前400年頃の時点では存在していたと思われる。その記述によれば、城壁の幅は20フィート、高さが100フィート、延長は20パラサンゲス（約110km）とされる。同じ文献の他の箇所で、アッシリア帝国の首都ニネヴェの城壁にも言及しており、その城壁について「幅は50フィート、高さは100フィート、周囲の全長は6パラサンゲス（約33km）」と記しているので、これを手がかりに、メディアの城壁の規模の記述について信憑性を推し測ることができると思われる。